# Championnats de France de patinage artistique 1996
Navigation
Championnats de France 1995 Championnats de France 1997
Les championnats de France de patinage artistique 1996 ont eu lieu du 5 au 7 janvier 1996 à la Halle olympique d'Albertville, héritée des Jeux olympiques d'hiver de 1992, où 3 épreuves s'y sont tenues : simple messieurs, simple dames et couple artistique. 
La patinoire Charlemagne à Lyon a accueilli du 10 au 12 novembre 1995 l'épreuve de danse sur glace.

## Faits Marquants
- Les champions de France en titre en danse sur glace, Sophie Moniotte et Pascal Lavanchy, doivent déclarer forfait pour ces championnats ainsi que pour le reste de la saison en raison d'une fracture de la malléole de la patineuse.

- Laëtitia Hubert est forfait pour toute la saison 1995/1996, à la suite d'une opération du ménisque en octobre 1995 et une accumulation de douleurs physiques.

- Marie-Pierre Leray est forfait à ces championnats à la suite d'une intervention chirurgicale qu'elle a subie en septembre 1995.

## Podiums
| Épreuves                            | Or                                 | Argent                          | Bronze                                |
| Messieurs résultats détaillés       | Philippe Candeloro                 | Éric Millot                     | Thierry Cérez                         |
| Dames résultats détaillés           | Surya Bonaly                       | Véronique Fleury                | Malika Tahir                          |
| Couples résultats détaillés         | Sarah Abitbol / Stéphane Bernadis  | Line Haddad / Sylvain Privé     | Sophie Guestault / François Guestault |
| Danse sur glace résultats détaillés | Marina Anissina / Gwendal Peizerat | Barbara Piton / Alexandre Piton | Agnès Jacquemard / Alexis Gayet       |

## Détails des compétitions

### Messieurs
| Rang    | Nom                | Points | Prog. court | Prog. libre |
| ------- | ------------------ | ------ | ----------- | ----------- |
| 1       | Philippe Candeloro | 1.5    | 1           | 1           |
| 2       | Éric Millot        | 3.5    | 3           | 2           |
| 3       | Thierry Cérez      | 5.5    | 5           | 3           |
| 4       | Francis Gastellu   | 6.0    | 4           | 4           |
| 5       | Laurent Tobel      | 7.0    | 2           | 6           |
| 6       | Nicolas Pétorin    | 8.5    | 7           | 5           |
| 7       | Stanick Jeannette  | 10.0   | 6           | 7           |
| 8       | Philippe Viel      | 12.5   | 9           | 8           |
| 9       | Cyril Deplace      | 14.0   | 10          | 9           |
| 10      | Gabriel Monnier    | 14.0   | 8           | 10          |
| Forfait | Frédéric Dambier   |        |             |             |

### Dames
| Rang    | Nom                | Points | Prog. court | Prog. libre |
| ------- | ------------------ | ------ | ----------- | ----------- |
| 1       | Surya Bonaly       | 1.5    | 1           | 1           |
| 2       | Véronique Fleury   | 4.0    | 4           | 2           |
| 3       | Malika Tahir       | 4.0    | 2           | 3           |
| 4       | Fanny Cagnard      | 5.5    | 3           | 4           |
| 5       | Sophie Guestault   | 7.5    | 5           | 5           |
| 6       | Laëtitia Iafrate   | 9.0    | 6           | 6           |
| 7       | Émilie Dumas       | 10.5   | 7           | 7           |
| Abandon | Vanessa Gusmeroli  |        |             |             |
| Forfait | Laëtitia Hubert    |        |             |             |
| Forfait | Marie-Pierre Leray |        |             |             |

### Couples
| Rang | Nom                                   | Points | Prog. court | Prog. libre |
| ---- | ------------------------------------- | ------ | ----------- | ----------- |
| 1    | Sarah Abitbol / Stéphane Bernadis     | 1.5    | 1           | 1           |
| 2    | Line Haddad / Sylvain Privé           | 3.0    | 2           | 2           |
| 3    | Sophie Guestault / François Guestault | 4.5    | 3           | 3           |
| 4    | Sabrina Lefrançois / Nicolas Osseland | 6.0    | 4           | 4           |
| 5    | Alexandra Roger / Vivien Rolland      | 7.5    | 5           | 5           |
| 6    | ? O'Hori / ? Levier                   | 9.0    | 6           | 6           |
| 7    | Caroline Douarin / ? Letov            | 10.5   | 7           | 7           |

### Danse sur glace
(Détail des compétitions de danse sur glace à compléter)
| Rang    | Nom                                |
| ------- | ---------------------------------- |
| 1       | Marina Anissina / Gwendal Peizerat |
| 2       | Barbara Piton / Alexandre Piton    |
| 3       | Agnès Jacquemard / Alexis Gayet    |
| ...     |                                    |
| Forfait | Sophie Moniotte / Pascal Lavanchy  |

## Sources
- Le livre d'or du patinage d'Alain Billouin, édition Solar, 1999
- Patinage Magazine N°51 (Mars-Avril 1996), pour le simple messieurs, simple dames et couple artistique